# 茲瓦爾
茲瓦爾（法語：Zouar；阿拉伯语：‎）是乍得西北部的城市，也是提貝斯提區首府，位於撒哈拉沙漠的綠洲，距離首都恩賈梅納1,200公里，市內有機場設施。自古以來，茲瓦爾是乍得、利比亞和尼日爾的貿易地點。
20°27′N 16°31′E / 20.450°N 16.517°E